# Dayton (Dayton)
Dayton is een Amerikaans historisch merk van fietsen en motorfietsen.
De bedrijfsnaam was: Davis Sewing Machine Company, Dayton (Ohio).
Deze naaimachinefabriek maakte vanaf 1895 ook fietsen. In de catalogus van 1896 staan modellen voor man en vrouw en voor beiden (de tandem), voor de weg en voor de wedstrijdsport.
Later kwam er een gemotoriseerde fiets met een gemodificeerd Smith Motorwheel als voorwiel.
Davis Sewing Machine Company verkocht van 1913 tot 1917 echter ook motorfietsen die door de Excelsior Cycle Company, Chicago waren geproduceerd met 1000- en 1170cc-Spacke-V-twins. Deze motorfietsen waren een vorm van Badge-engineering: ze werden met een afwijkende kleur ook als De Luxe, Sears, Crawford en Eagle op de markt gebracht.
Van 1915 tot 1917 produceerde Davis Sewing Macine Co. echter ook eigen kop/zijklep-V-twins.
Nadat in 1915 de productie van de De Luxe-motorfietsen door de Excelsior Cycle Company al was gestaakt, eindigde in 1917 ook de gehele productie van “Dayton”.
Er was geen band met Dayton in Londen, mogelijk wel met Dayton in Elkhart, Indiana.